# Wilhelm Deist (Politiker)

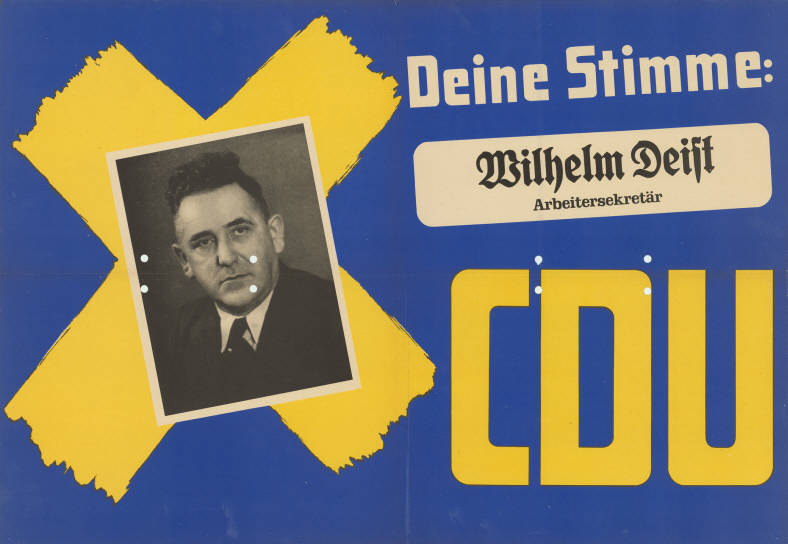
Wilhelm Deist auf einem Landtagswahlplakat 1950

Wilhelm Deist (* 28. August 1898 in Holzwickede; † 5. März 1953 in Bockum-Hövel) war ein deutscher Landrat und Mitglied des Landtags von Nordrhein-Westfalen.

## Leben
Nach Abschluss der Volksschule besuchte Wilhelm Deist die Bergvorschule in Hamm und die Bergschule in Bochum. Außerdem schloss er volkswirtschaftliche Kurse in Königswinter ab. Von 1912 bis 1914 erfolgte eine Ausbildung zum Elektriker und dann von 1914 bis 1917 ein Praktikum auf der Zeche Radbod im Untertagebetrieb. Im Ersten Weltkrieg war er Soldat an der Ost- und Westfront. Von 1921 bis 1932 arbeitete er erneut im Untertagebetrieb der Zeche Radbod. Von 1924 bis 1928 war er Knappschaftsältester und Vorstandsmitglied der Ruhrknappschaft. In dieser Funktion war Deist der jüngste Knappschaftsälteste im Deutschen Reich. Zudem bekleidete er von 1929 bis 1933 das Amt des Arbeitsrichters am Arbeitsgericht Hamm. Von August 1924 bis 1933 war Deist Vorsitzender des Gewerkvereins christlicher Bergarbeiter. Zwischen 1928 und 1932 war er Betriebsausschussmitglied der Zeche Radbod.

## Politische Entwicklung
Seit 1928 war er Parteivorsitzender des Zentrums in Bockum-Hövel, 1929 bis 1933 zugleich Mitglied im Kreisvorstand Lüdinghausen. Deist war zudem in der katholischen Arbeiterstandesbewegung aktiv, in der er sich 1932 bis 1939 als Arbeitersekretär in Bockum-Hövel engagierte. Am Zweiten Weltkrieg nahm Deist als Soldat teil. In der Gefangenschaft 1945 in Sixdorf verfasste er die Streitschrift Das kranke Deutschland im Herzen Europas. Während des Krieges mussten Frau und Kinder immer wieder Schikanen der Gestapo aushalten, da Deist nicht Mitglied in der NSDAP war.
Nach dem Zweiten Weltkrieg wurde er wieder Arbeitersekretär der KAB und beteiligte sich am Aufbau der katholischen Arbeitnehmerbewegung in Hamm, in Beckum, sowie in Lüdinghausen, Soest und Arnsberg. Auch in der CDU hatte er zahlreiche Ämter und Funktionen inne – ab September 1945 Begründer und Ortsvorsitzender der CDU – damals CDP – in Bockum-Hövel, ab Januar 1946 Kreisparteivorsitzender der CDU, Kreis Lüdinghausen. Seit 1946 gehörte er dem Kreistag von Lüdinghausen an, war 1946 Mitglied im westfälischen Provinzialrat, 1948/49 im Provinzialausschuss und schließlich von 1950 bis 1953 Mitglied des Beratenden Ausschusses für die westfälische Provinzialverwaltung in Münster (heute Landschaftsversammlung Westfalen-Lippe).
Seit dem 10. Mai 1946 war er, bis zu seinem plötzlichen Tod, Landrat des Kreises Lüdinghausen. Vom 19. Dezember 1946 bis zum 5. März 1953 war er Mitglied des Landtags von Nordrhein-Westfalen, in der 2. Ernennungsperiode, gewählt in der 1. und 2. Wahlperiode im Wahlkreis 86 (Lüdinghausen).
Zu Ehren des verstorbenen Landrats wurde am 5. März 2013 ein Weg in Bockum-Hövel nach ihm benannt.